# تالاب سولقان
تالاب سولقان (سولگان)، تالابی در مجاورت شهر ناغان در استان چهارمحال و بختیاری می باشد که با مساحتی حدود ۱۱۵هکتار، به دلیل قرار گرفتن در جاده شهرکرد-اهواز از اهمیت ویژه‌ای برخورداراست. حضور عشایر و زیست پرندگان مهاجر و رویش گلهای رنگارنگ در برخی فصول سال زیبایی این مکان را چند برابر می‌کند.

## جغرافیا
تالاب از دو بخش شرقی و غربی تشکیل شده که تالاب غربی به ولگان نیز شناخته می‌شود. این تالاب زیبا و با شکوه در ۷۰ کیلومتری شهرکرد در مسیر شهرکرد به ایذه قرار گرفته‌است. تالاب سولقان در شرایط ایده‌آل ظرفیت ذخیره‌سازی بیش از ۷۰۰ میلیون متر مکعب آب را دارا است.

## گونه‌های جانوری
به دلیل عمق کم‌آب آن محل مناسبی برای زندگی مرغان آبی بود و انواع مختلف پرندگان مهاجر را به خود جلب می‌کرده ولی به علت عدم توجه کافی و بهره‌برداری‌های نامعقول و غیراصولی از آب و زمین‌های حاشیهٔ این تالاب، تعداد پرندگان مهاجر رو به کاهش گذاشته و فضای زیبای آن تخریب شده‌است. از انواع پرندگانی که در این تالاب مورد شناسایی قرار گرفته‌اند می‌توان به چنگر، یوزگنبی، قورقور و قزل غاز اشاره کرد. تالاب سولقان در زمان پرآبی یکی از مناطق ارزشمند زادآوری پرندگان به خصوص اردک‌ها است. تالاب سولقان به دلیل عمق مناسب آب، محل مناسبی برای زندگی مرغان آبی است و انواع مختلف پرندگان مهاجر را به خود جلب می‌کرده اما اکنون به علت عدم توجه کافی و بهره‌برداری‌های غیراصولی از آب و زمین‌های حاشیه این تالاب، تعداد پرندگان مهاجر رو به کاهش گذاشته‌است.